# 3076 Garber
3076 Garber (1982 RB1) là một tiểu hành tinh vành đai chính được phát hiện ngày 13 tháng 9 năm 1982 bởi Oak Ridge Observatory ở Oak Ridge.